# Fernán Altuve
Fernán Romano Altuve-Febres Lores (Lima, 31 de agosto de 1968) es un jurista, abogado, historiador y catedrático peruano. Desde 2007 es miembro correspondiente de la Real Academia de Ciencias Morales y Políticas, en Madrid; y, en 2009 fue reconocido como Académico de Honor por la Real Academia de Jurisprudencia y Legislación de España. También ha sido regidor metropolitano de Lima y congresista de la República del Perú. Desde 2015 preside la Sociedad Peruana de Historia.

## Biografía
Hijo del venezolano Fernán Altuve-Febres Cordero y de Marcela Lores Valero. Nació en Lima en 1968. 
Debido al Gobierno revolucionario de la Fuerza Armadas del Perú, su familia salió del Perú con destino a Portugal. Vivió en Cascais hasta 1975 y luego en Madrid.  
A los doce años y de regreso en Lima, estudió en el Colegio Hispano Británico y luego ingresó a la Universidad de Lima, en la cual estudió la carrera de Derecho y Ciencias políticas.  
Realizó sus estudios de maestría en Historia de la Filosofía y de doctorado en Filosofía en la Universidad Nacional Mayor de San Marcos.

## Actividad profesional y académica
Ejerce como abogado desde 1993. Es miembro ejerciente del Colegio de Abogados de Lima y del Colegio de Abogados de Madrid. Se formó en la gerencia legal del Banco Central de Reserva del Perú y se ha desempeñado como consultor de empresas así como árbitro de los tribunales de la Cámara de Comercio de Lima (CCL) y de la Oficina Superior de Contrataciones del Estado (Osce). En 1994 fundó el estudio Altuve-Febres y Dupuy (junto al abogado y político Enrique Dupuy), el cual se unió al centenario despacho Ugarte del Pino, fundado en 1910 por Lizardo Segundo Ugarte Bejarano. En 2014 Estudio Ugarte del Pino se fusionó con el bufete internacional Ontier que preside Adolfo Suárez Illana.
Desde 2015 es director de la Beneficencia de Lima.
Altuve-Febres ha sido reconocido como miembro del Instituto Internacional de Derecho Indiano así como por la Real Academia de Ciencias Morales y Políticas que lo incorporó como miembro correspondiente en 2007 y la Real Academia de Jurisprudencia y Legislación, en Madrid, que en 2009 lo hizo su Académico de Honor. Desde 2015 preside la Fundación Ugarte del Pino y la Sociedad Peruana de Historia, fundada en 1945.
En enero de 2022 se desempeñó como conductor temporal del programa Beto a saber en Willax Televisión. Asimismo, es actualmente presidente de la Asociación Peruana de la Soberana y Militar Orden de Malta.
Gracias a su relación con Miguel Ayuso, formó parte del Consejo de Estudios Hispánicos Felipe II y fue agraciado con la Orden de la Legitimidad Proscrita por Sixto Enrique de Borbón.

## Actividad pública y política
Inició su participación pública como presidente del Consejo del Notariado entre los años 1999 y 2000. 
En las elecciones generales de 2000, fue elegido Congresista por la coalición fujimorista Perú 2000 para el periodo 2000-2005 en medio de fuertes indicios de fraude electoral. Se destacó como legislador en la Comisión de Constitución, como secretario en la Comisión de Relaciones Exteriores, y como presidente de la Comisión de Reforma de Códigos. Asimismo, fue designado presidente de la Comisión Nacional Reformadora del Código Civil de 1984. Tras la caída del régimen fujimorista, su cargo parlamentario es reducido hasta el 2001.
Entre 2006 y 2007, dirigió el programa radiofónico “Zona Liberada” y desde 2010 se ha destacado como comentarista en varios programas de cadenas de radio y televisión en el país.
En 2010 fue elegido Regidor Metropolitano de Lima por el partido de derecha Cambio Radical y en 2014 fue reelegido al postular con el partido Vamos Perú, del entonces alcalde del Callao Juan Sotomayor.

## Obras
- Los Reinos del Perú: Apuntes sobre la monarquía peruana (1993)
- El Perú y la Oceanopolítica (1998)
- Homenaje a Álvaro d´Ors (2001)
- La democracia fuerte y otras herejías políticas (2006)
- Bartolomé Herrera y su tiempo” (2010)[6]
- La monarquía sin corona (2015)[7]
- Vicente Ugarte del Pino: Jurista, historiador y maestro (2021)
- Los conservadores. Vida y obra de una élite intelectual en los albores de un Perú independiente (2022)